# Széchenyi lánchíd
Le Széchenyi lánchíd ([ˈseːtʃeːɲi ˈlaːnts.hiːd], en français : « Pont aux chaînes Széchenyi ») ou Lánchíd (« Pont aux chaînes ») est un pont suspendu qui enjambe le Danube à Budapest.
Entrepris en 1839 selon le projet du comte István Széchenyi, et terminé en 1849 par l’Écossais Adam Clark d'après les plans de l'Anglais William Tierney Clark, il possède un tablier long de 360 mètres supporté par deux tours, un exploit technique pour l'époque. Il fut le premier pont permanent sur la section hongroise du Danube et constitue l'emblème de Budapest.

## Historique

### L'associationLe pont
Le comte István Széchenyi eut l'idée de relier par un pont permanent les deux rives du Danube entre Pest et Buda. Il créa l'association Le pont le 10 février 1832 qui se fixa l'objectif de gagner l'opinion publique en faveur de ce projet de grande envergure. Széchenyi et son ami Andrássy partirent en Angleterre pour consulter William Tierney Clark et Thomas Telford, les ingénieurs civils les plus célèbres de l'époque. Telford leur suggéra la construction d'un pont suspendu pour diminuer les dégâts causés par la débâcle et par les crues. Széchenyi visita le pont suspendu de Menai, puis il se décida pour ce type de pont et le projet fut confié à William Tierney Clark.

### Création deLánchíd SA.
Le parlement hongrois statua sur la construction du pont. Széchenyi sollicita le banquier viennois György Sina pour élaborer le plan de financement du projet. Sina créa la Lánchíd SA et en devint le président. Les banquiers Salomon Mayer von Rothschild et Samuel Wodianer devinrent actionnaires de la société. Les trois banquiers détinrent un tiers des actions.

## Construction

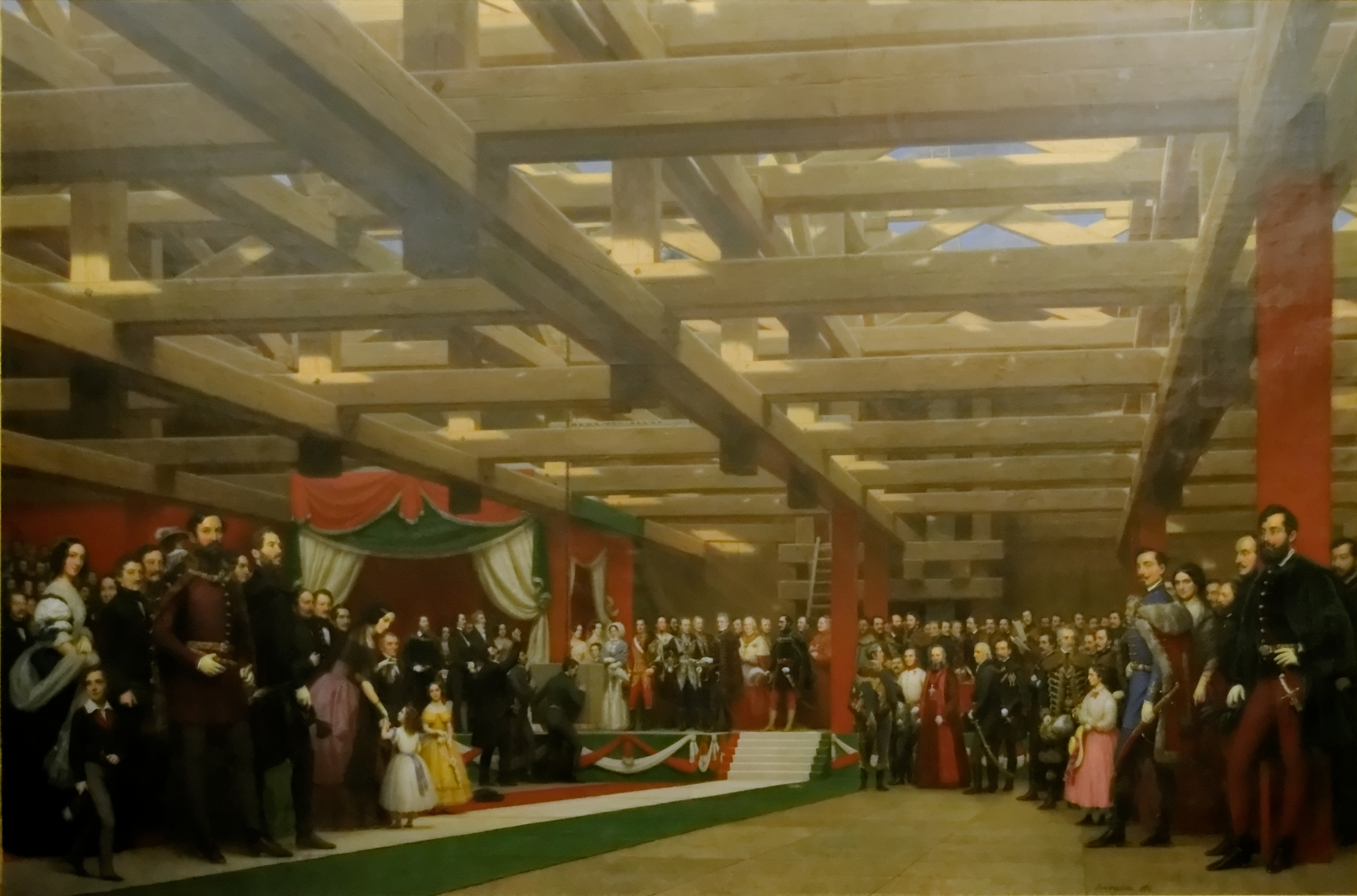
Pose de la première pierre, huile sur toile de Miklós Barabás. Peint en 1864, ce tableau montre la cérémonie qui marqua le début de la construction du pont aux Chaînes

Les travaux débutèrent en 1839. L'ingénieur écossais Adam Clark supervisa le chantier. Les chaînes de fer forgées et les pièces de fonte furent fabriquées en Angleterre dans les usines The Hunter and English et Howard and Ravenhill, transportées par voie maritime, puis par voie fluviale en empruntant le canal Main-Danube. Le pont fut l'un des ouvrages aériens les plus remarquables de l'époque. Les ingénieurs civils européens suivaient avec grand intérêt l'avancement des travaux. John Augustus Roebling, ingénieur civil, le décrivit comme le plus grand pont de son temps. Le pont aux chaînes Széchenyi fut en effet le deuxième plus grand pont après le grand pont suspendu construit sur la Sarine dans le canton de Fribourg. Pendant longtemps le pont aux chaînes Széchenyi était le plus grand pont suspendu par des chaînes. Le pont fut inauguré le 20 novembre 1849. Tous les usagers du pont durent s'acquitter d'un péage.

## Ornementation
Depuis 1852, deux lions de pierre gardent, de chaque côté, la tête du pont aux Chaînes. La légende rapporte que leur sculpteur, János Marschalkó, se suicida en se jetant dans le fleuve parce qu'il avait oublié de les doter de langues. En fait, les lions possèdent bien des langues, mais elles ne sont pas facilement visibles.
Les lions sont restaurés en 2021-2022.

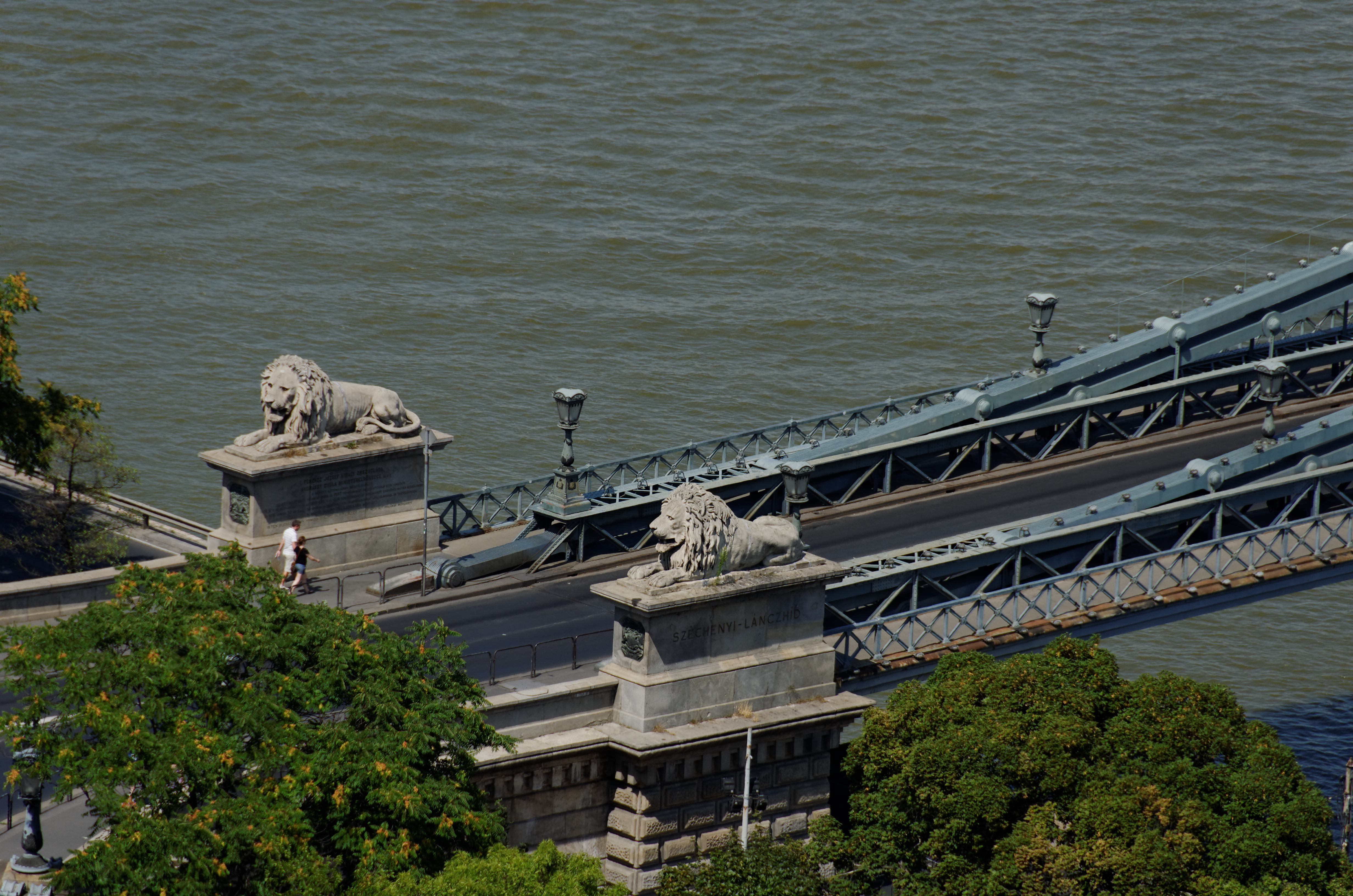
Lions gardant l'entrée du pont
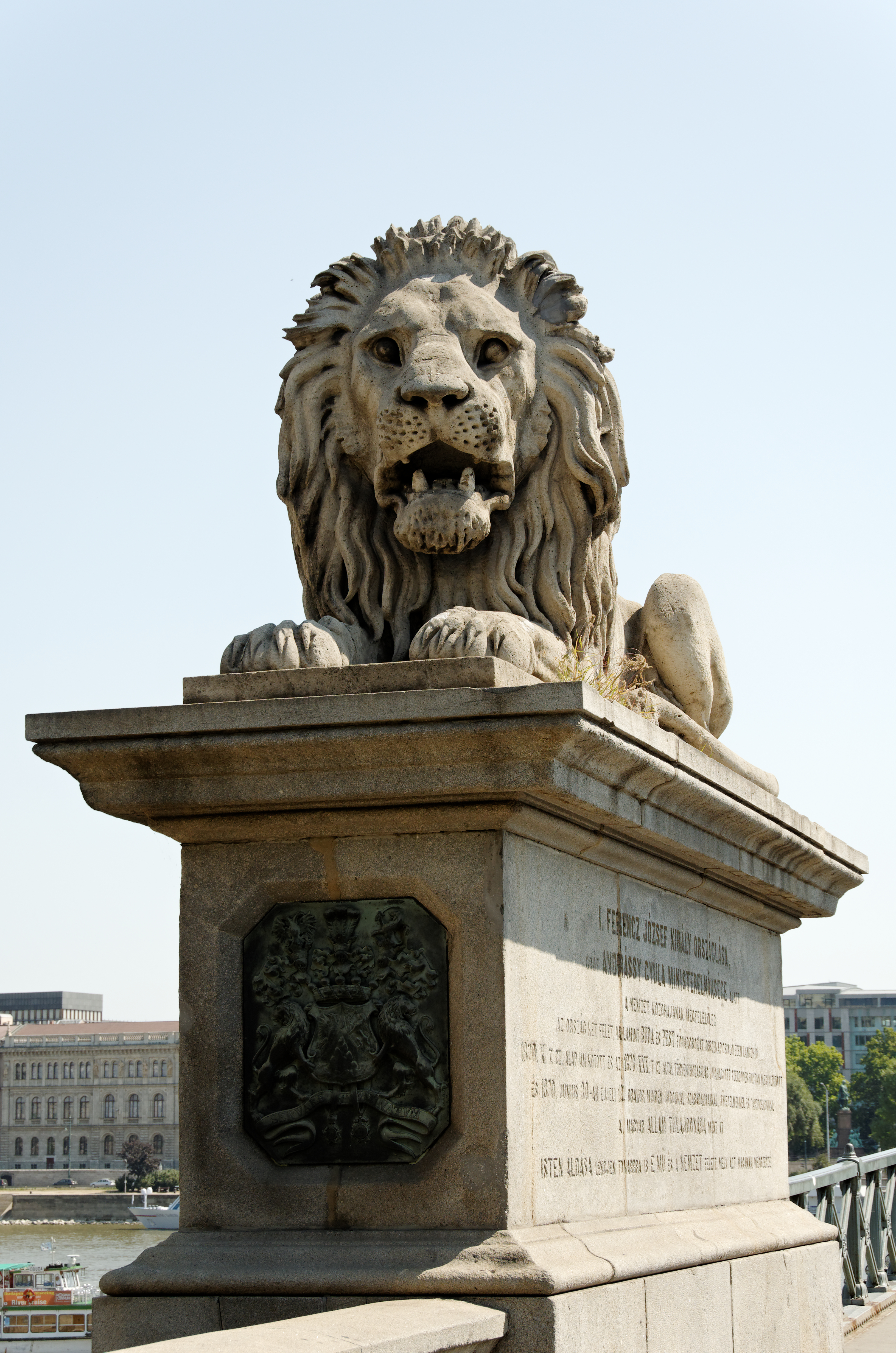
Détail d'un lion
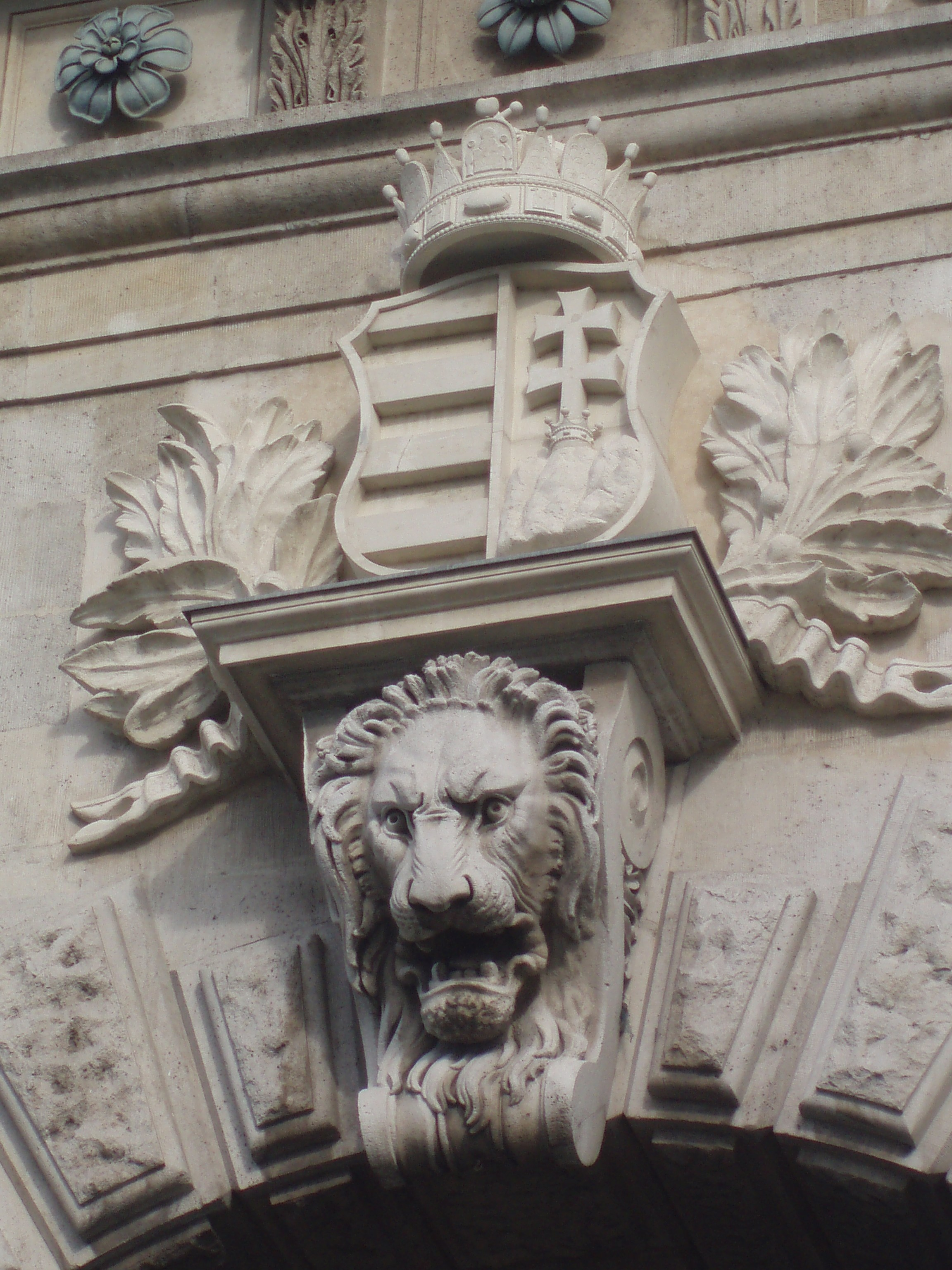
Armoiries de la Hongrie
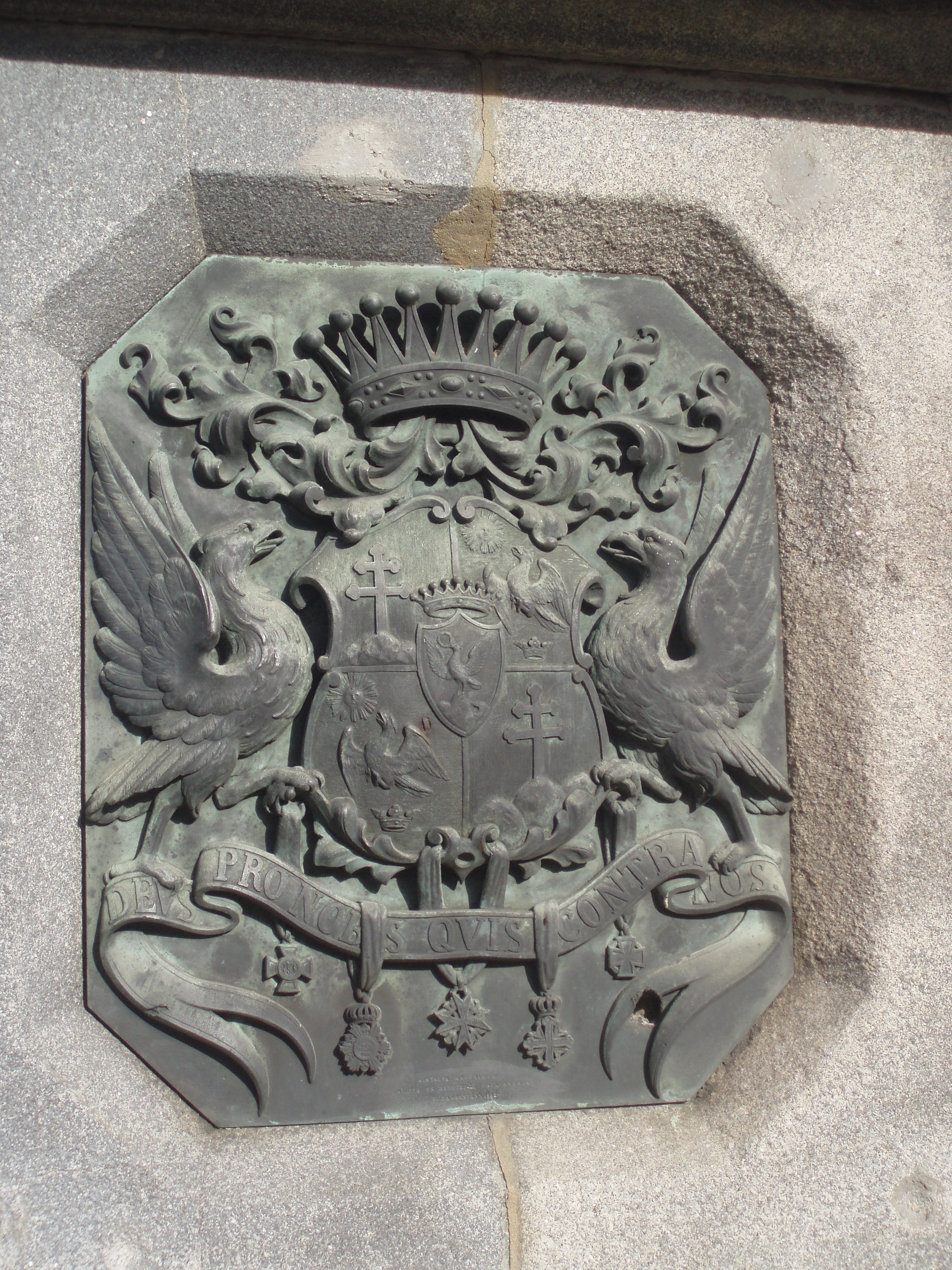
Blason des Széchenyi sur le socle du lion
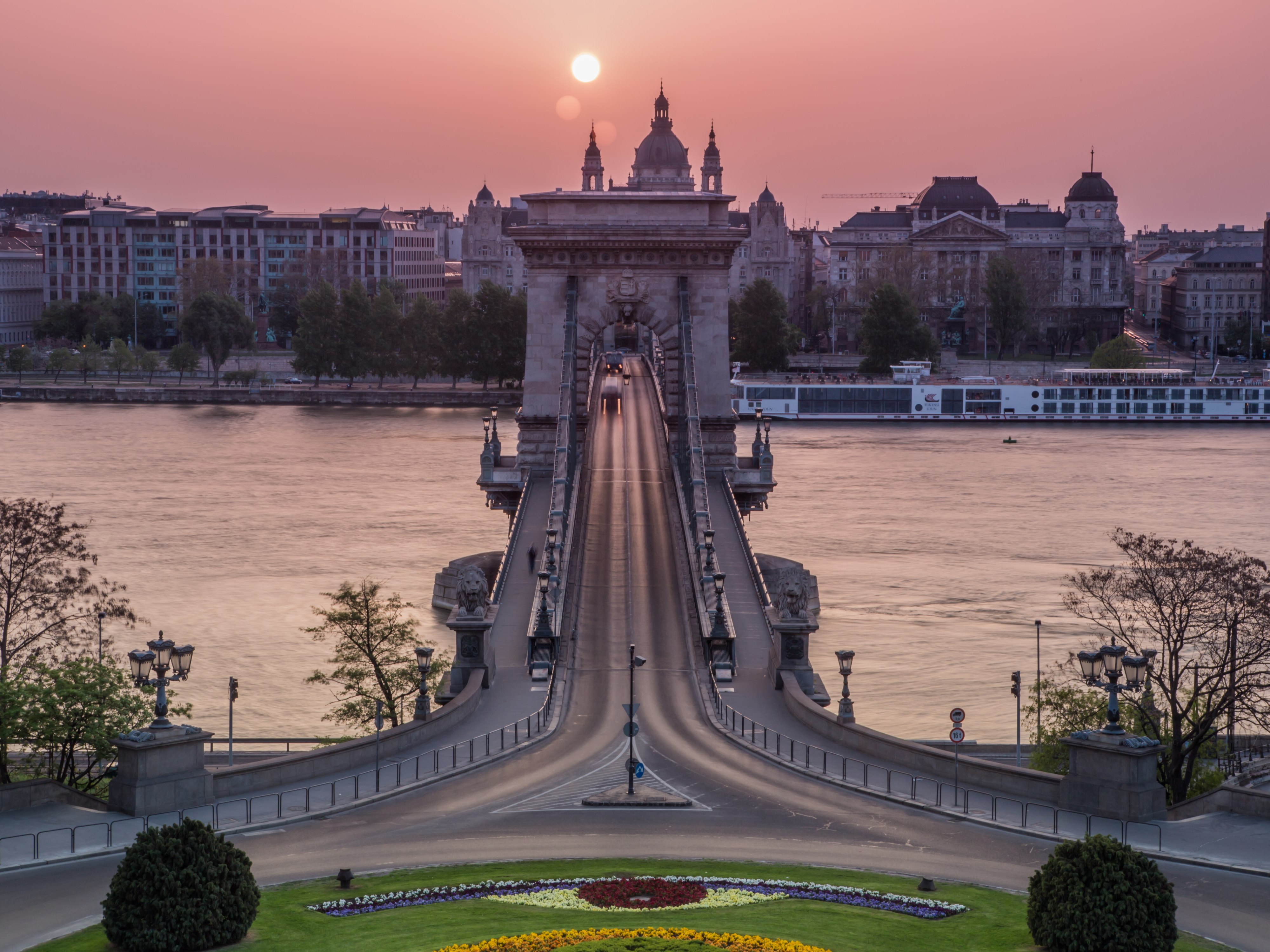
Lions et arches, avec dans l'axe du pont la coupole de la basilique côté Pest

## Destruction et reconstruction du pont

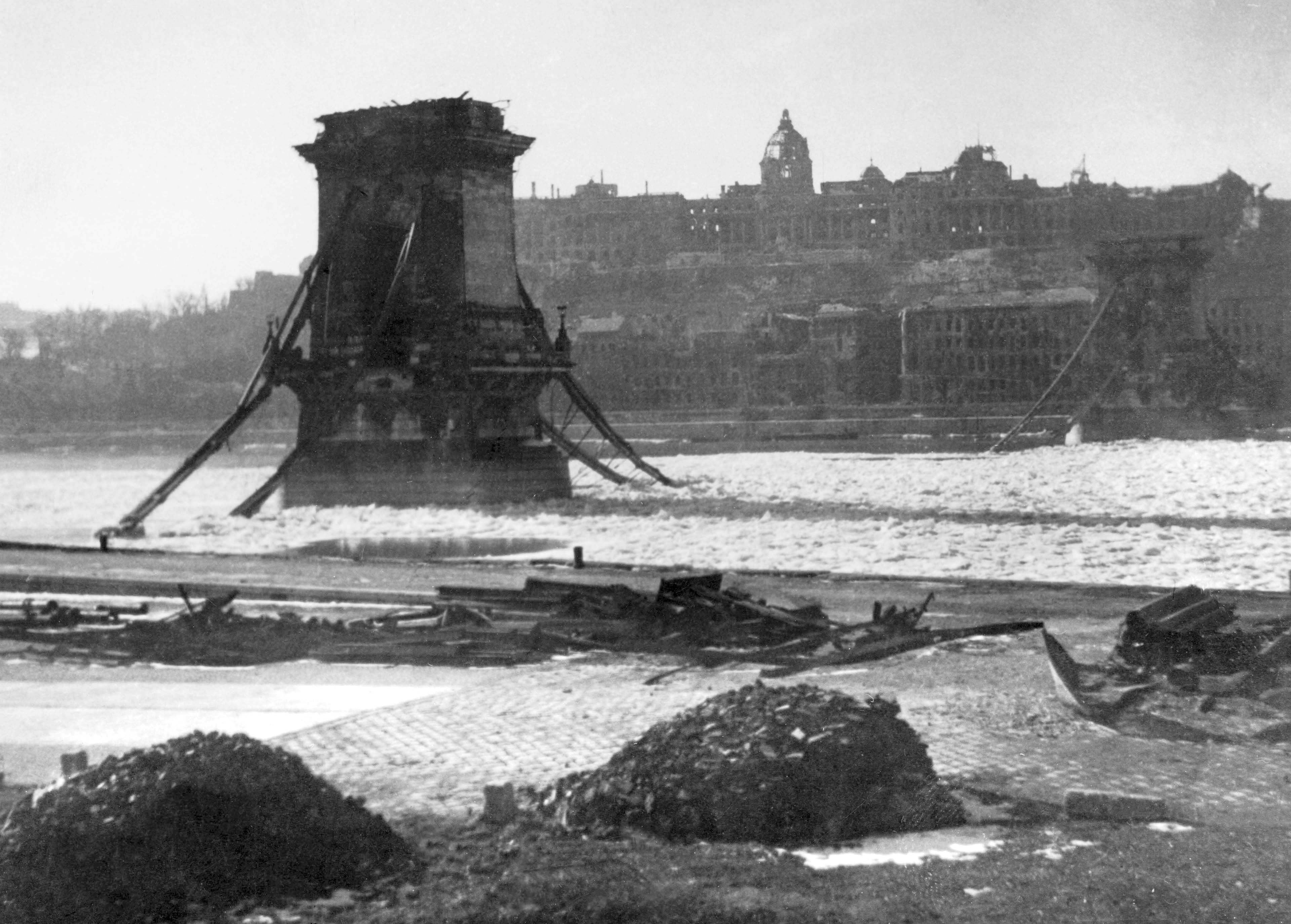
Photo prise le 3 février 1946

Les troupes allemandes firent exploser le pont le 18 janvier 1945 (tous les ponts de Budapest furent dynamités). Il fut ensuite reconstruit à l'identique et rouvert à la circulation le jour de son centenaire le 20 novembre 1949.

## Numismatique
Le pont aux Chaînes est représenté sur la pièce de 200 forints hongrois depuis 2009.